# Principio di effettività
Il principio di effettività in diritto è quel principio che prevede la concreta esecuzione di quanto stabilito dal diritto sostanziale, ovvero dalle norme che fanno parte dell'ordinamento. 

## In filosofia del diritto
Carl Schmitt ha affermato che attributo della sovranità è avere il potere di "rompere" l'ordine costituzionale: necessitas suprema lex est è la massima che simboleggia, secondo lui, la realtà che riprende i suoi diritti sulla norma e, in nome dell’effettività, conferisce la possibilità di agire direttamente per provvedere alla sicurezza dello Stato. 
Secondo Hans Kelsen, invece, “il diritto vale soltanto come diritto positivo, e cioè come diritto posto”; pertanto, l'ordinamento giuridico è effettivo solo se “applicato e osservato” ed il diritto positivo “deve essere effettivo, ossia realmente applicato e osservato” sia “entro un ambito territoriale circoscritto, come il diritto statale”, sia “al di sopra di ogni confine territoriale, come il diritto internazionale”.
La cultura giuridica italiana propende per la ricostruzione della necessità come fonte-fatto che si affiancherebbe alle fonti formali di normazione giuridica in ossequio alla natura primigenia del principio di effettività. Con l'affermazione secondo cui il diritto è quello che ha la forza di divenire e di imporsi come diritto positivo, il giurista Santi Romano intende dire che qualora le norme formalmente approvate "sulla carta", non risultino anche concretamente applicabili, non si può parlare di diritto in senso sostanziale.

## Nella tutela giurisdizionale
È il principio sul quale si basa la tutela dei diritti quando questa diviene efficace nel singolo caso concreto. È sorto dal Common law ed è transitato nel diritto internazionale attraverso la teoria dei poteri impliciti: ma è grazie agli ordinamenti giuridici sovranazionali che si è affermato come mezzo per l'enforcement delle pronunce rese dalla Giurisdizione. Proprio per questa sua idoneità a garantire l'efficacia delle norme di diritto all'interno di un ordinamento giuridico, può essere considerato un parametro per valutare la validità di un determinato sistema legislativo.

### Principio di effettività e diritto unionale
Uno degli ambiti in cui si può rilevare facilmente l'importanza del principio di effettività è il diritto dell'Unione europea. L'ordinamento unionale può essere classificato come sovranazionale: considerato che - per espressa previsione del Trattato CE - il diritto comunitario riserva una rilevanza fondamentale alle legislazioni statali, risulta necessaria l'individuazione di appositi meccanismi, finalizzati a rendere effettiva l'applicazione del diritto della Comunità-Unione Europea.
Il principio di effettività si è affermato, già quando si versava in ambito comunitario, in seguito ad una lenta evoluzione giurisprudenziale, non essendo espressamente codificato da alcuna norma del trattato. Le norme che la Corte di Giustizia ha utilizzato come base normativa sono principalmente due: l'art 10 del T.C.E., che sancisce l'obbligo per gli stati membri di adottare tutti i provvedimenti idonei a rendere effettiva l'applicazione del diritto comunitario, omettendo tutti quei comportamenti che possano esserne di ostacolo; e l'art 2 T.U.E. che, dopo aver elencato tutti gli obiettivi dell'U.E., nell'ultimo comma dichiara che l'U.E. si impegna a raggiungere tali obbiettivi nel rispetto del principio di sussidiarietà, vale a dire quel principio secondo cui l'intervento dell'U.E. è subordinata all'impossibilità degli stati membri di intervenire, per mezzo dei loro strumenti nazionali. 

### Principio di effettività e caratteristiche dell'U.E.
Proprio il principio di effettività sta alla base delle due caratteristiche tipiche dell'U.E.
L'ordinamento comunitario è un ordinamento indipendente ed autonomo.
Esso è indipendente dalle altre entità, nazionali ed internazionali: si tratta di un concetto particolare di indipendenza, perché l'ordinamento comunitario è influenzato, da un lato dagli ordinamenti degli Stati membri, e dall'altro dal diritto internazionale (tanto è vero che l'atto costitutivo della C.E.-U.E. è un trattato, tipico atto di diritto internazionale).
Esso è inoltre autonomo, in quanto l'Unione europea può autonomamente prendere provvedimenti anche nei confronti dei singoli stati o soggetti privati.

### Principio di effettività e fonti del diritto comunitario
Per prima cosa, la Corte ha utilizzato il principio di effettività per disciplinare i rapporti esistenti tra norme interne e norme comunitarie.
In tre casi "leading case" in materia (caso Granital, caso Fratelli Costanzo, caso Simmenthal), la Corte ha affermato la prevalenza delle norme comunitarie sulle norme di diritto interno.
In caso di contrasto, ogni giudice nazionale avrà il potere di disapplicare le norme nazionali in favore di quelle comunitarie con esse contrastanti.
Solo in caso di dubbi circa l'interpretazione delle norme comunitarie, il giudice nazionale potrà ricorrere alla corte di giustizia che ne fornirà l'interpretazione autentica.
Addirittura, per garantire l'effettività del diritto comunitario, la corte, nelle cause Kune ed Heitz e Kempter, è arrivata ad affermare che l'interpretazione autentica fornita dall'organo giurisdizionale comunitario può stravolgere gli effetti di sentenze già passate in giudicato.
La decisione quadro del Consiglio 2001/220 prevedeva che gli stati adottassero misure idonee a tutelare, nel corso di procedimenti penali, i soggetti che si trovassero in particolari condizioni di debolezza.
Nel caso in questione la signora Pupino era una insegnante di asilo che aveva commesso il reato di abuso di mezzi correzionali nei confronti di bambini di 5-6 anni.
Il p.m., in attuazione della suddetta decisione quadro, richiedeva l'incidente probatorio, a norma degli artt. 392 ss., ritenendo i minori meritevoli di tutela.
I casi nei quali può essere richiesto l'incidente probatorio sono tassativamente quelli previsti dall'art. 392: nel comma 1 bis viene ammessa tale richiesta in caso di reati di violenza sessuale aventi come vittime minori, ma non è previsto il caso in questione.
La corte di giustizia, adita dal g.i.p. del procedimento, afferma l'obbligo degli organi statali di interpretare le disposizioni nazionali, conformemente a quelle comunitarie: è un obbligo esistente, oltre che rispetto alle norme della Comunità Europea, come già affermato nella precedente sentenza Berlusconi - anche rispetto alle norme emesse dall'U.E. (in questo caso una decisione quadro).

### Principio di effettività e libertà comunitarie: il caso Chen e la libera circolazione delle persone
Corollario del principio di effettività è la garanzia dell'effettiva possibilità di esercizio delle libertà sancite nel trattato. Una di tali libertà è rappresentata dal diritto di circolazione e di soggiorno riconosciuto a tutti i cittadini della Comunità Europea; compito della comunità è garantire la possibilità di esercitare effettivamente tale diritto senza restrizioni.
Leading case in materia è il caso Chen: nella fattispecie la signora Chen, di cittadinanza cinese, si trasferisce in Irlanda, dove partorisce una bambina, Kety, che, in forza dello ius soli, acquista la cittadinanza irlandese. Poco dopo la nascita, la madre decide di trasferirsi nel Regno Unito, sfruttando il diritto di circolazione acquisito dalla piccola Kety.
Le autorità inglesi negano tale diritto sostenendo: in primo luogo l'inesistenza di una vera e propria disponibilità economica in capo alla minore, dipendendo quest'ultima dai genitori; in secondo luogo che il diritto in questione sarebbe esercitabile solo dalla minore, non avendo la madre cittadinanza comunitaria; il governo inglese sostiene inoltre di voler evitare un cosiddetto "abuso del diritto". La corte, investita della questione relativa alla compatibilità di una tale interpretazione con il diritto comunitario, risponde: in primo luogo che la disponibilità economica è un requisito oggettivo - è sufficiente che la persona sia in possesso del denaro richiesto, senza bisogno di indagare sulla provenienza di tale denaro -; in secondo luogo ,qualora si impedisse alla madre l'esercizio del diritto di circolazione, si impedirebbe l'esercizio del medesimo diritto alla cittadina minorenne.
Inoltre si può parlare di "abuso del diritto" solo nel caso in cui sia provato che il soggetto abbia agito al solo scopo di frodare l'ordinamento comunitario, nel caso di specie non si può andare ad indagare perché la coppia abbia deciso di procreare proprio in Irlanda.
Questo è un chiaro esempio di come la Corte di Giustizia sia disposta ad andare oltre il significato letterale della norma pur di garantire l'effettivo esercizio delle libertà ai cittadini comunitari.

### I diritti del consumatore in ambito comunitario
Una serie di norme riguarda poi la tutela del consumatore. Rilevanti in materia sono le norme riguardanti i contratti stipulati fuori dai locali commerciali, che attribuiscono tra l'altro al consumatore il potere di recedere unilateralmente da contratti conclusi in tali circostanze.
La corte di Giustizia è stata chiamata a pronunciarsi sulla compatibilità della legislazione nazionale tedesca e la direttiva comunitaria 85/577, in tema di tutela dei consumatori, che prevede, tra l'altro, l'obbligo per il professionista di informare il consumatore circa gli effetti per lui svantaggiosi dell'operazione, prevedendo obblighi di controllo da parte degli stati (Caso Shulte).
La Corte giudica lesiva del principio di effettività del diritto comunitario la condotta tenuta da una banca, e il relativo omesso controllo dello stato, la quale non aveva informato una coppia di coniugi, che avevano stipulato un contratto di mutuo, della circostanza che il recesso dal contratto avrebbe comportato un obbligo di restituzione immediata della somma, con l'aggiunta degli interessi.

### Principio di effettività e libera circolazione dei servizi
Una libertà fondamentale dell'ordinamento comunitario è la libera circolazione dei servizi.
Sancita dall'art. 49 T.C.E., detta libertà può essere definita come il diritto dei soggetti operanti nell'ambito della comunità europea di prestare i propri servizi anche in stati diversi da quello di appartenenza. Compito della comunità è dunque quello di tenere sotto controllo le norme interne che, sostanzialmente restringono la circolazione infracomunitaria di servizi.
Nella maggior parte dei casi la restrizione sta proprio nella previsione, all'interno di normative nazionali, di condizioni di fatto sfavorevoli per gli operatori stranieri. 
Tuttavia la Corte di Giustizia ha individuato alcune condizioni in presenza delle quali un ordinamento nazionale può limitare la circolazione dei servizi (sono quelle stesse condizioni sancite dalla corte nel caso Cassis Dijon con riferimento alla libera circolazione di merci).
Tali restrizioni possono essere disposte per ragioni di ordine pubblico, di sicurezza pubblica e di sanità pubblica; sempreché la restrizione sia proporzionale al fine perseguito.
Proprio qui si vedono i rapporti con il principio di effettività: per garantire l'effettività della libertà in questione, la Corte è stata svariate volte chiamata a pronunciarsi sulla effettivo proporzionalità della misura restrittiva adottata dal singolo stato rispetto al fine perseguito. Per far ciò la Corte ha dovuto valutare la possibilità o meno di raggiungere lo scopo diversamente. Nel caso "Bake off" la Corte ha giudicato incompatibile con il diritto comunitario il provvedimento con il quale le autorità greche includevano il particolare prodotto importato Bake off, nella disciplina prevista per la panificazione ordinaria, senza tener conto delle peculiarità del prodotto. I fini perseguiti dal governo (tutela della sanità pubblica e tutela dei consumatori) avrebbero potuto essere perseguiti in altra maniera e senza restringere la libera circolazione delle merci e dei servizi (ad esempio apponendo etichette informative per i consumatori).
Allo stesso modo nella sentenza Placanica la Corte giudicò illegittima la legislazione italiana nel punto in cui prevedeva l'obbligo di ottenere apposite autorizzazioni governative anche per gli operatori internazionali, esercenti nel campo delle scommesse. La corte ritenne, da un lato contraddittoria la motivazione del governo italiano -secondo cui la normativa sarebbe stata finalizzata alla disincentivazione del gioco di azzardo- dal momento che lo stesso addirittura sponsorizzava lo stesso, dall'altro la possibilità di raggiungere il secondo obiettivo perseguito dalla norma -tutela della sicurezza pubblica- in modi alternativi (ad es. attraverso controlli più stringenti).